# 준입자
물리학에서 준입자(準粒子, quasiparticle), 유사 입자는 상호작용하는 입자들이 특정계에서 발생하는 입자와 같은 개체를 말한다. 그것은 계를 통해서 움직이고 그 움직임에 의해 밀리거나 이끌리는 다른 입자들의 구름에 둘러싸인 단 입자라 생각될 수 있다. 그리하여 전체의 개체가 자유 입자와 같이 따라 움직이는 것이다. 유사 입자의 개념은 응집물질 물리에 가장 중요한것 중의 하나이다. 왜냐하면 그것이 양자역학적 다체 문제를 단순화하는 알려진 약간의 것중의 하나이기 때문이다. 그리고 그것이 다체계의 매우 넓은 영역에 적용가능하기 때문이다.

## 다체 양자역학
다체 양자역학의 언어로 유사 입자는 체계의 낮게 여기된 초등 여기(그라운드 상태 에너지에 매우 가까운 에너지를 지닌 상태)로 알려진 상태의 전형이다. 이것은 다른 낮게 여기된 상태의 대부분이 다중의 유사 입자가 존재하는 상태로 보일 수 있음을 의미한다. 준입자간의 상호작용이 충분히 낮은 온도에서 무시가능하게 된다고 밝혀 졌는데 낮은 온도에서 우리는 개개의 유사 입자의 특성을 연구하여 계의 전체에 관해 흐름 특성과 열 용량을 포함하며 매우 많은 정보를 얻을 수 있다.
사실 대부분의 다체계는 두 종류의 초등 여기를 지닌다. 첫 전형은 유사 입자로 단 입자에 해당하는데 그것의 움직임은 계내의 다른 입자와의 상호 작용으로 개선된다. 여기의 두 번째 전형은 계 전체의 집합적인 모드이며 그들은 0음(zero sound), 플라즈몬 그리고 스핀 밀도 파동등의 현상을 포함한다.

## 개념
준입자의 개념은 란다우의 페르미 액체 이론에 기원한다. 그것은 원래 액체 헬륨 3을 연구하기 위해 발명되었다. 이들 계에 대해서 강력한 유사성과 양자장론의 드레스드 입자간에 존재한다. 란다우 이론의 역학은 평균장 전형의 운동 방정식으로 정의된다. 비슷한 방정식인 블라소브 식은 소위 플라즈마 근사내의 플라즈마에 대해 유효하다. 프라즈마 근사내에서 하전 입자는 다른 모든 입자에 의해 집합적으로 발생된 전자기장내로 움직인다고 생각된다. 그리고 하전입자간의 경충돌은 무시된다. 평균장 전형의 운동 방정식이 계의 일차 근사 기술일 때, 2차 근사 교정은 엔트로피 생산을 결정하고 일바적으로 볼츠만 전형의 충돌 항의 형태를 지니는데 버추얼 입자간의 면충돌만을 계산한다. 다시말하면 평균장 운동 방정식의 모든 전형과 실제 모든 평균장 이론이 준입자 개념과 관련한다.
유사 입자의 용어 사용은 모호해 보임을 주의해야 한다. 어떤 저자들은 실제 입자에서 그들의 구분하기 위해서 그 용어를 사용하고 다른이들은 집합적인 여기에 반대되는 단 입자 여기와 비슷한 여기를 기술하는 데 사용한다. 두 정의는 모두 서로를 제외한다.

## 문제
유사 입자의 집합적인 본질에서 발생하는 문제는 특히 유사 입자의 항등 조건과 관련하여 그리고 그들의 표준 예를 들면 개체의 실존에 의해 실제한다고 고려되는 아니든 과학 철학내에서 역시 논의되었다.
포논은 고전 음파의 양자이며 음파는 원자의 개념을 필요치않는다.
매그논은 고전적인 스핀 파동의 양자인데 스핀 파동은 초등 스핀을 필요치 않는다. 절연체(isolator)내의 광자는 고전 드레스드 전자기파의 양자이며 굴절률의 정의를 위해 전자의 개념이 필요치 않다.
플라즈몬은 플라즈마 진동의 양자이며 그들은 단지 전하와 질량 밀도만을 필요로한다. 전자나 이온은 필요치 않다.
폴라론은 약하게 도핑된 반도체내의 진동 편광의 양자이나 역시 초등적인 전하나 질량을 필요치 않는다.